# Molophilus ochraceus
Molophilus ochraceus là một loài ruồi trong họ Limoniidae. Chúng phân bố ở miền Cổ bắc.